# ميخائيل جنسن
ميخائيل جنسن (بالدنماركية: Michael Jensen)‏ هو مجدف دنماركي، ولد في القرن العشرين.

## وصلات خارجية
- ميخائيل جنسن على موقع الاتحاد الدولي للتجديف (الإنجليزية)